# Rådhuspladsen
Rådhuspladsen är ett centralt beläget torg i Köpenhamn, vid stadens rådhus. Vid torgets norra ände börjar Strøget. Vid den södra änden av torget börjar Vesterbrogade, och ett par hundra meter söderut längs denna gata ligger Københavns Hovedbanegård, stadens centralstation. En metrostation ligger under torget.

## Minnesmärken
- Landsoldaten med den lille hornblæser (1899 av H.P. Pedersen-Dan och B. Fischer).
- Dragespringvandet (1904, 1908 och 1923 av Thorvald Bindesbøll och Joakim Skovgaard).
- Lurblæserne (1911-14 av Siegfried Wagner og Anton Rosen).
- Nulpunktsten ved Vesterport (av P.V. Jensen Klint, uppsatt 1920-25).
- Staty av H.C. Andersen (1965 av Henry Luckow-Nielsen).
- Rådhuspladsen 14: Minnestavla för Poul Valdemar Sørensen, som mördades på platsen.
- Rådhuspladsen 45-47: Minnestavla för redaktör Sigurd Thomsen, som sköts ihjäl av Gestapo på platsen den 25 mars 1944.